# Elżbieta Woleńska
Elżbieta Anna Woleńska (ur. 23 października 1979 w Bytomiu) – polska flecistka, doktor habilitowana sztuk muzycznych.

## Życiorys
Jej matka, Monika Woleńska pracowała w chórze Opery Śląskiej. Ojciec Jacek jest dziennikarzem muzycznym. Edukację muzyczną rozpoczęła od nauki gry na fortepianie w bytomskiej szkole muzycznej I stopnia. Początkowo chciała uczyć się gry na trąbce, jednak nauczyciel gry na trąbce odmówił jej nauki, ponieważ była dziewczynką, a jego zdaniem nie mogą one grać na tym instrumencie – dlatego rozpoczęła grę na flecie prostym. Ukończyła Ogólnokształcącą Szkołę Muzyczną I i II stopnia im. Fryderyka Chopina w Bytomiu. Uzyskała tytuł magistra sztuki na Akademii Muzycznej im. Karola Lipińskiego we Wrocławiu w 2003 roku, gdzie kształciła się w klasie fletu, jej nauczycielem był Jerzy Mrozik, ukończyła te studia z wyróżnieniem. Doktoryzowała się tamże w 2006 roku w dziedzinie sztuk muzycznych. Otrzymała tamże stopień doktora habilitowanego sztuk muzycznych w 2013 roku. Studiowała ponadto w École normale de musique de Paris pod kierunkiem Pierre’a-Yvesa Artauda, otrzymała Diplôme Supérieur de Concertiste in Paris. 
Pracowała na Akademii Muzycznej im. Karola Lipińskiego we Wrocławiu od października 2003 roku do września 2017 roku, a także od października 2010 roku do czerwca 2012 roku była zatrudniona w Akademii Muzycznej im. Karola Szymanowskiego w Katowicach. Jest profesorem klasy fletu na Zhaoqing University w Chinach. Poza działalnością ściśle akademicką prowadzi warsztaty i kursy muzyczne.
Jest członkinią Stowarzyszenia Flecistów Polskich: w latach 2007–2011 była wiceprezesem, a od 2011 roku prezesem tegoż stowarzyszenia.

## Nagrody (wybór)
- III nagroda ex aequo w 2. Międzynarodowym Konkursie Fletowym w Krakowie (2002)[7]
- Salomon Prize (2014)[2]

## Dorobek artystyczny
Jej specjalnością jest flet, gra na flecie poprzecznym marki Arista. Gra także na flecie piccolo, altowym i basowym. Koncertowała m.in. w Carnegie Hall w 2019 roku. W swoim repertuarze miała m.in. aranżacje fletowe utworów Fryderyka Chopina, czy utwory Pawła Hendricha.

### Nagrania płytowe
- Elzbieta Wolenska & Friends (2007)[2]
- Johann Sedlatzek – Souvenir (CD, JB Records[11], 2012)[2]